# Велико разочарање
Велико разочарање (енгл. The Great Disappointment) је био важан догађај у историји милеритског покрета, америчке хришћанске секте која је настала у периоду Другог великог буђења. На основу свог тумачења старозаветне Књиге пророка Данила (поглавља 8 и 9, односно реченице 8:14: „до две хиљаде и три стотине дана и ноћи; онда ће се светиња очистити“), Вилијам Милер, баптистички проповедник, је проповедао да ће се Исус Христ вратити на Земљу током 1843. или 1844. године. Самјуел С. Сноу је проповедао да је 22. октобар 1844. године тачан датум Исусовог повратка. Хиљаде верника, међу њима и они који су се одрекли своје имовине, је ишчекивало овај догађај. Када се Исус Христ није појавио, 22. октобар 1844. је постао познат као Велико разочарање.